# Manoscritto miniato

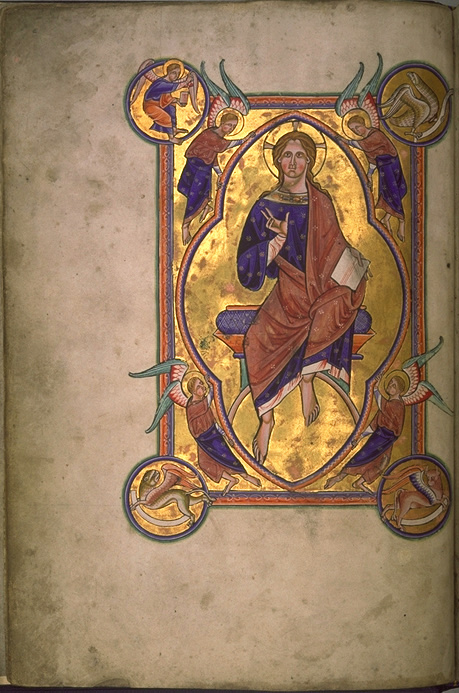
Si consideravano manoscritti miniati, in senso stretto, solo quelli dipinti in oro e argento, come questa miniatura di Cristo dal Bestiario di Aberdeen (folio 4v).

Un manoscritto miniato è un manoscritto il cui testo è completato dall'aggiunta di decorazioni, come ad esempio capolettera, bordi (marginalia) e inserimento di figure. Nella definizione più stretta del termine, manoscritto miniato si riferisce solo ai manoscritti decorati con oro o argento, ma sia nell'uso comune che nella terminologia adottata dagli studiosi moderni, il termine viene utilizzato per riferirsi a qualsiasi manoscritto illustrato delle tradizioni occidentali. Manufatti similari dell'Estremo Oriente sono sempre descritti come dipinti, così come le opere mesoamericane. I manoscritti islamici possono essere indicati come illustrati o dipinti, pur essendo essenzialmente realizzati con le stesse tecniche delle opere occidentali.

## Produzione
I primi manoscritti miniati risalgono al periodo 400-600, inizialmente prodotti in Italia e nell'Impero Romano d'Oriente.
La maggior parte dei manoscritti superstiti risalgono al Medioevo, anche se molti codici miniati risalgono al Rinascimento, insieme a un numero molto limitato della tarda antichità. La maggior parte di questi manoscritti sono di natura religiosa. Tuttavia, soprattutto a partire dal XIII secolo, vennero illustrati un numero sempre crescente di testi profani. La maggior parte dei manoscritti miniati sono stati creati come codici, che sostituirono i rotoli di pergamena. Pochissimi frammenti di manoscritti miniati su papiro sono giunti a noi, poiché questo supporto non ha la resistenza della pergamena. La maggior parte dei manoscritti medievali, illustrati e non, sono stati scritti su pergamena (più comunemente di pelle di vitello, di pecora o di capra), ma la maggior parte dei manoscritti importanti sono stati scritti sulla miglior qualità di pergamena, chiamata "vellum".
A partire dal tardo Medioevo i manoscritti cominciarono ad essere prodotti su carta. I primi libri stampati, a volte venivano prodotti con spazi liberi lasciati in bianco per consentire l'inserimento di miniature, o avevano capolettera miniati o decorazioni a margine, ma l'introduzione della stampa portò rapidamente al declino dell'illustrazione. Manoscritti miniati continuarono ad essere prodotti fino agli inizi del XVI secolo, ma in piccole quantità, soprattutto per i più ricchi.
I manoscritti sono tra gli elementi più comuni pervenutici dal Medioevo e molte migliaia di essi sono giunti ai nostri giorni. Sono anche i migliori esemplari superstiti della pittura nel Medioevo, e i meglio conservati. In effetti, per molte aree e periodi, sono gli unici esempi superstiti di pittura di quel periodo.

## Storia

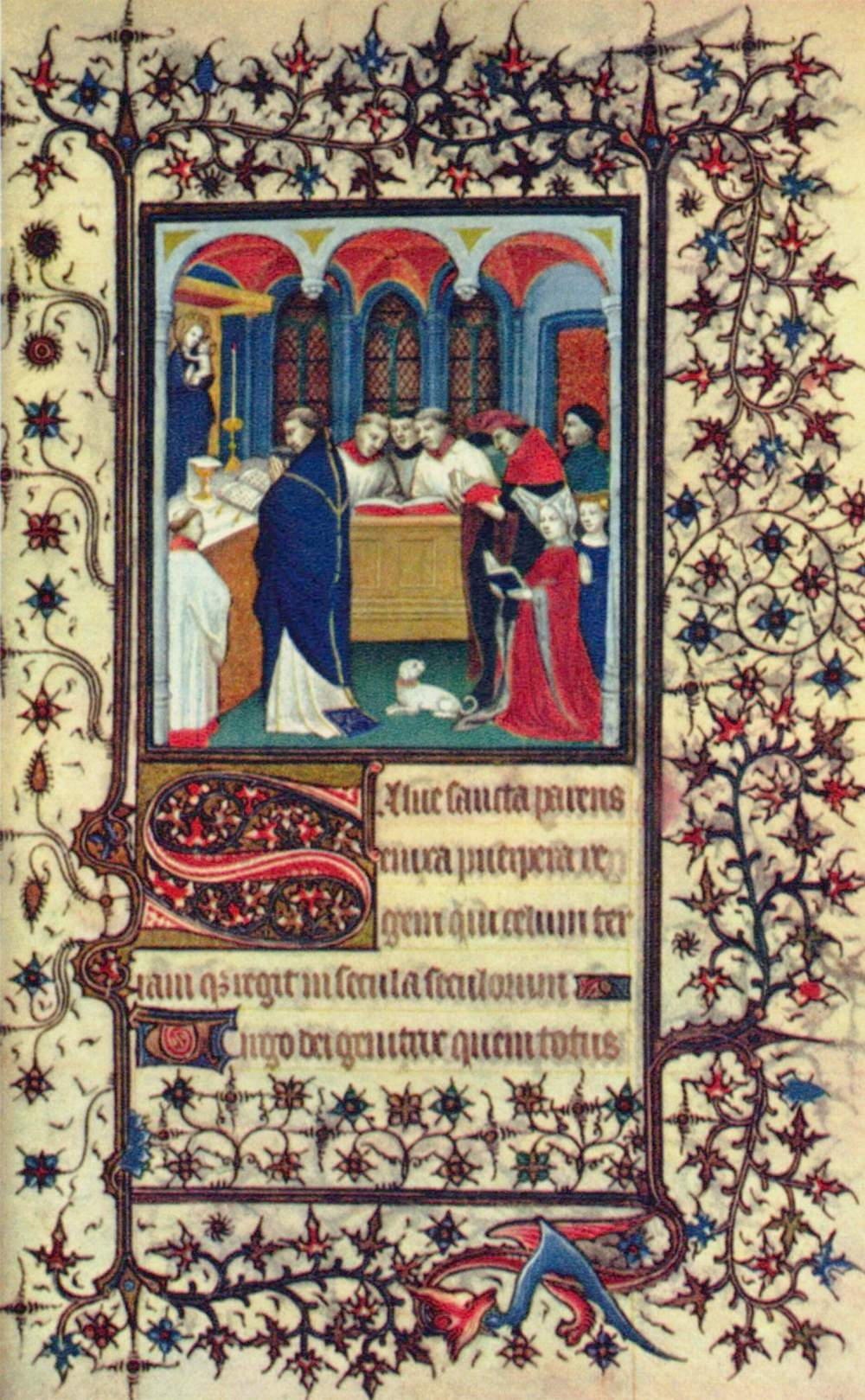
La decorazione di questa pagina da un Libro delle ore francese del 1400 circa, contiene miniature del capolettera e dei bordi.

Gli storici dell'arte classificano i manoscritti miniati secondo i periodi storici in cui sono stati creati (ma non limitandosi a ciò): tardo antico, insulare, manoscritti carolingi, manoscritti ottoniani, manoscritti romanici, manoscritti gotici e manoscritti del Rinascimento anche se ci sono alcuni esempi di epoche successive. La tipologia di libro che è stato il più delle volte pesantemente e riccamente illustrato, a volte conosciuto come "libro illustrato", varia nelle epoche. Nel primo millennio, questi erano con più probabilità il Vangelo. Il periodo romanico ha visto la creazione di molte Bibbie - una di queste, in Svezia, richiede tre bibliotecari per sollevarla. Molti Salteri sono stati pesantemente illustrati sia in questo che nel periodo gotico. Fogli singoli o manifesti di pergamena, pelle o carta erano in ampia circolazione con racconti o leggende sulla vita di santi, cavalieri o altre figure mitologiche, ma anche criminali, eventi sociali o miracolosi, eventi popolari molto liberamente utilizzati dai cantastorie e dagli attori itineranti per sostenere le loro opere. Infine, il Libro delle ore, molto comunemente il libro devozionale personale di un ricco laico, era spesso riccamente illustrato nel periodo gotico. Altri libri, sia liturgici che non, continuarono a venir illustrati in tutti i periodi. Il mondo bizantino ha continuato a produrre manoscritti in un suo proprio stile, le versioni dei quali si diffusero in altre aree cristiane ortodosse e orientali. Si veda arte medievale per le altre regioni, periodi e tipologie. Il riutilizzo delle pergamene, raschiando la superficie scritta e dipinta, era una pratica comune, e spesso le tracce lasciate dal testo originale erano conosciute come palinsesti.
Il mondo musulmano e in particolare la penisola iberica, con le loro tradizioni letterarie, non interrotte dal Medioevo, sono stati fondamentali nella trasmissione di antiche opere classiche ai circoli intellettuali e alle università dell'Europa occidentale per tutto il XII secolo, durante il quale vennero prodotti libri di carta per la prima volta in Europa, e con essi trattati completi sulle scienze, in particolare l'astrologia e la medicina, in cui erano richieste abbondanti illustrazioni per supportare il testo.
Il periodo gotico, che in genere vide un aumento della produzione di questi manufatti, portò alla proliferazione anche di opere laiche come cronaca e letteratura. I ricchi cominciarono a costituire delle biblioteche personali; Filippo l'Ardito probabilmente ebbe la più grande biblioteca privata del suo tempo alla metà del XV secolo. Si stima abbia avuto circa 600 manoscritti miniati, mentre un certo numero di suoi amici e parenti ne possedevano diverse decine.
Fino al XII secolo, la maggior parte dei manoscritti erano prodotti nei monasteri, al fine di essere inseriti nella biblioteca o a seguito di commissioni da parte di facoltosi mecenate. I grandi monasteri spesso disponevano di aree separate per i monaci che si specializzavano nella produzione di manoscritti, chiamata scriptorium. Tra le mura di uno scriptorium vi erano aree individuali in cui un monaco poteva sedere e lavorare su un manoscritto senza essere disturbato dai suoi confratelli. Se non esistevano degli scriptorium erano disponibili «piccole stanze private assegnate ad ogni copista: esse erano situate in modo tale che ogni amanuense aveva una finestra aperta sulla passeggiata del chiostro». La separazione di questi monaci dal resto del chiostro indica quanto essi fossero stimati all'interno della comunità.
Nel XIV secolo, il chiostro dei monaci che scrivevano nello scriptorium divenne un luogo commerciale urbano, soprattutto a Parigi, Roma e nei Paesi Bassi. Mentre il processo di creare un codice miniato non era cambiato, il passaggio dai monasteri ad ambienti commerciali fu un passo radicale. La domanda di manoscritti era cresciuta al punto che le biblioteche monastiche non erano più in grado di soddisfarla tanto che iniziarono a sperimentare l'impiego di miniatori laici. Questi individui spesso vivevano vicino al monastero e, in alcuni casi, si travestivano da monaci ogni volta che entravano nel monastero, che era loro permesso lasciare alla fine della giornata. In realtà, gli illustratori erano spesso molto noti e acclamati e molti di loro sono noti anche ai nostri giorni.
In primo luogo, il manoscritto era «inviato al rubricatore, che aggiungeva i titoli (nei colori rosso o altro), i capolettera dei capitoli, le note e così via, e poi - se il libro doveva essere illustrato - veniva inviato all'illustratore». Nel caso di manoscritti che non dovevano essere messi in commercio, la scrittura sarebbe stata «senza dubbio discussa inizialmente tra il committente e lo scriba (o 'l'agente dello scriba'), ma nel momento in cui lo scritto fosse stato inviato all'illustratore non vi era più alcuna possibilità di modifica».

## Tecniche
La miniatura è stato un processo complesso e costoso. Di solito era riservato ai libri speciali: una Bibbia da altare, per esempio. I ricchi commissionavano spesso un libro delle ore riccamente miniato, che conteneva preghiere appropriate per le diverse giornate liturgiche.
Nel primo Medioevo, la maggior parte dei libri venivano prodotti nei monasteri, sia per uso proprio che su commissione. Pertanto, gli scriptoria commerciali sorsero numerosi nelle grandi città, in particolare a Parigi, in Italia e nei Paesi Bassi, e dalla fine del XIV secolo vi fu un incremento significativo della produzione di manoscritti, e si crearono degli agenti che acquisivano commissioni, con l'indicazione dell'araldica del compratore e dei santi di suo interesse personale (per il calendario di un Libro delle ore). Verso la fine del periodo, molti degli illustratori erano donne, forse soprattutto a Parigi.

### Testo
Nella realizzazione di un manoscritto miniato, il testo veniva scritto solitamente per primo. I fogli di pergamena, di pelli di animali appositamente preparate per la scrittura, venivano tagliati fino alla dimensione appropriata. Dopo aver progettato l'impostazione della pagina (ad esempio, stile del capolettera e bordi della pagina), su essa venivano tracciate delle righe sottili con un legno appuntito e poi lo scriba vi scriveva utilizzando una piuma d'oca, ben affilata, intinta nell'inchiostro di un calamaio.
Lo stile della grafia dipendeva dalle abitudini locali e dai gusti. Le lettere robuste romane del primo Medioevo, poco per volta, lasciarono il posto all'onciale o mezzo onciale, soprattutto nelle Isole Britanniche, dove si svilupparono gli stili insulare maiuscolo e insulare minuscolo. La tozza grafia nera apparve per la prima volta intorno al XIII secolo e divenne particolarmente popolare nel tardo Medioevo. La paleografia è lo studio delle scritture storiche vergate a mano, e la codicologia il relativo studio di altri aspetti fisici dei codici miniati manoscritti.
Una delle caratteristiche più importanti nella produzione di un manoscritto illustrato era la quantità di tempo speso nelle fasi di pre-produzione del lavoro, nei giorni di attenta pianificazione, «Una tipica pagina, con scrittura nera, del periodo gotico mostrava una scrittura stretta e affollata in un formato dominato da enormi capolettera ornati che discendevano da forme onciali o da illustrazioni». Per evitare la scarsa qualità delle illustrazioni sui manoscritti nei quali era già presente il testo «gli spazi vuoti erano lasciati per la decorazione. Questo presupponeva una pianificazione molto attenta da parte del copista prima ancora di mettere nero su pergamena». Se lo scriba e l'illustratore lavoravano separatamente, il periodo di programmazione prevedeva uno specifico spazio da dare a ciascun individuo.

### Processo di illustrazione

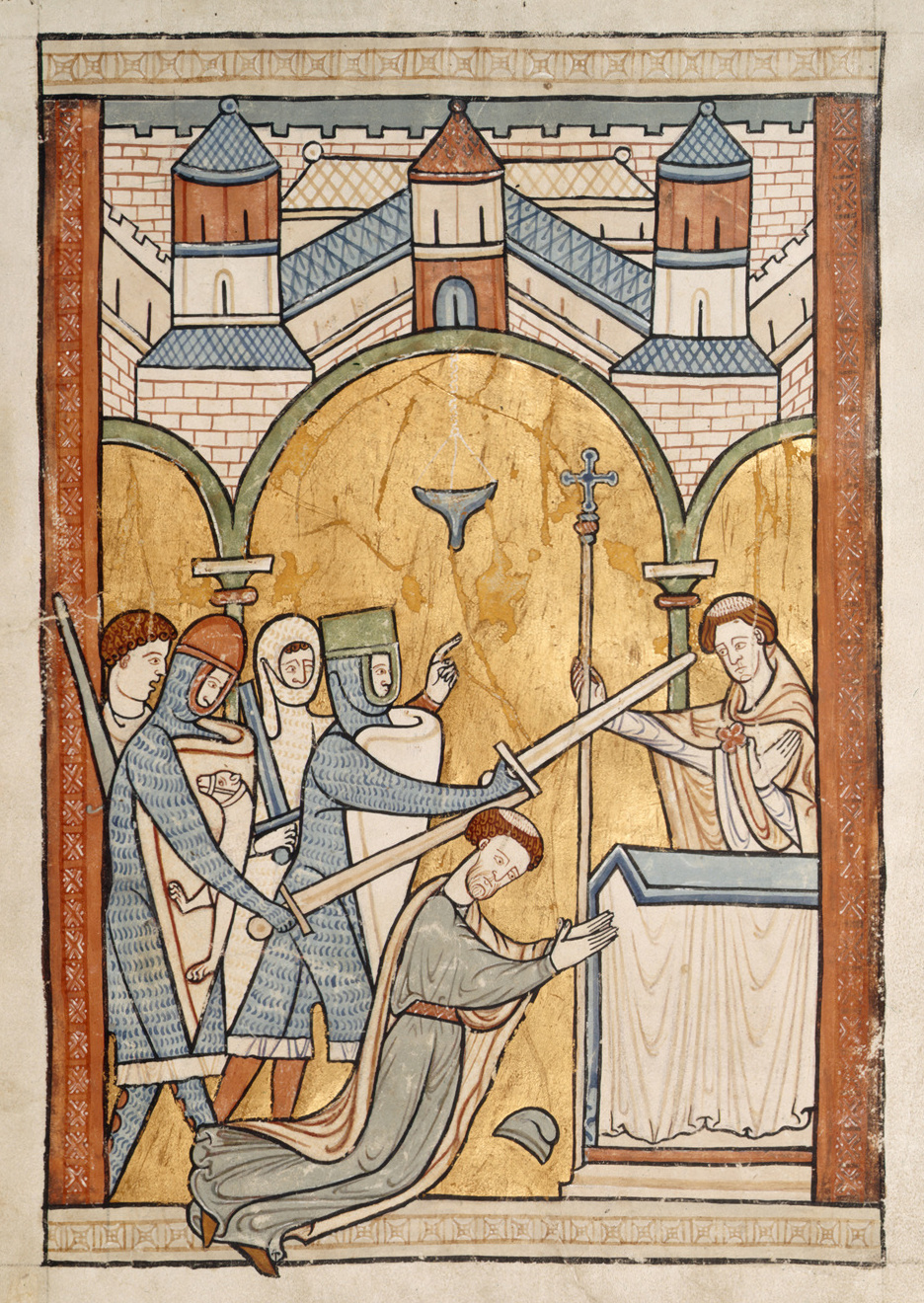
Manoscritto miniato del XIII secolo, primo esempio conosciuto della rappresentazione dell'assassinio di Thomas Becket.

I seguenti passaggi illustrano il lavoro dettagliato per creare le miniature di una pagina di un manoscritto:
1) Tracciamento del disegno da eseguire;
2) Applicazione di punti d'oro brunito;
3) Applicazione dei colori;
4) Continuazione delle precedenti tre fasi e delineazione di figure marginali;
5) Progettazione del bordo della pagina;
6) E, in ultimo, pittura delle figure marginali.
L'illustrazione e la decorazione erano normalmente previste al momento dell'inizio del lavoro ed era stabilito lo spazio ad esse riservato. Tuttavia in genere il testo veniva scritto prima dell'inizio della loro esecuzione. Nel periodo altomedievale il testo e l'illustrazione venivano spesso eseguiti dalle stesse persone, normalmente monaci, ma nell'Alto Medioevo i ruoli erano tipicamente separati, tranne che per le iniziali di routine e le inflorescenze, mentre dal XIV secolo si vennero a creare dei laboratori laici che producevano manoscritti, e all'inizio del XV secolo questi producevano la maggior parte del lavoro migliore, e ricevevano commissioni anche dai monasteri. Quando il testo era completo, l'illustratore si metteva al lavoro. I disegni complessi venivano pianificati in anticipo, probabilmente su tavolette di cera, il blocco da disegno dell'epoca. Il disegno veniva poi tracciato o disegnato sulla pergamena (eventualmente con l'ausilio di punture di spillo o altri segni, come nel caso dell'Evangeliario di Lindisfarne). Molti manoscritti incompleti sono pervenuti fino ai nostri giorni, espressione di diversi periodi, dandoci una buona idea dei metodi di lavoro.
In tutte le epoche, la maggior parte dei manoscritti non possedevano immagini. Nel Medioevo, i manoscritti tendevano ad essere libri pieni di illustrazioni, o manoscritti di studio con al massimo un paio di iniziali decorate. Nel periodo romanico molti più manoscritti avevano una decorazione o istoriazione iniziale, mentre quelli realizzati essenzialmente per motivi di studio contenevano spesso alcune immagini, quasi sempre non a colori. Questa tendenza si intensificò nel periodo gotico, quando la maggior parte dei manoscritti aveva almeno alcune inflorescenze decorative, e una percentuale molto più elevata, delle immagini di qualche tipo. I libri del periodo gotico, in particolare, avevano bordi con decorazioni molto elaborate di tipo floreale. Una pagina gotica poteva contenere diverse aree e tipologie di decorazione: una miniatura in una cornice, un capolettera istoriato e un bordo decorato. Spesso diversi artisti si alternavano sulle diverse parti della decorazione.

### Uso del colore nei manoscritti miniati
Mentre l'uso dell'oro era di gran lunga una delle prerogative centrali dei manoscritti miniati, l'uso audace di colori diversi fu la tecnica che consentì l'inserimento di più strati dimensionali nell'illustrazione. Dal punto di vista religioso, «i colori diversi con cui il libro era illustrato, non indegnamente rappresentavano la grazia multipla di celeste sapienza». Mentre gli autori religiosi si consideravano come delegati a instillare una parte della grande gloria di Dio nel loro lavoro, molte illustrazioni potevano essere collegate «alla storia dei testi che stavano illustrando e alle esigenze e ai gusti dei lettori ai quali erano destinati quei manoscritti». I colori dovevano dare vita alle immagini presenti sulla pagina e affascinare i lettori. Senza il colore l'impatto dell'immagine sarebbe andato completamente perso.

### Colori
La tavolozza dell'artista medievale era abbastanza ampia e un elenco parziale dei pigmenti è riportato qui sotto. Inoltre, sembra improbabile che sostanze come urina e cerume siano state utilizzate per preparare i pigmenti usati nei Manoscritti iberici.
| Colore  | Provenienza |
| ------- | --- |
| Rosso   | Pigmenti prodotti da insetti: - Carminio, noto anche come cocciniglia del carminio, miscela di acido carminico prelevato dall'insetto Dactylopius coccus e allume; - Cremisi, noto anche come kermes, estratto dall'insetto Kermes vermilio; - Lacca, una resina scarlatta secreta da alcune specie di insetti. Pigmenti costituiti da minerali: - Minio, chimicamente minio, Pb3O4, presente in natura come minerale; - Vermiglione, chimicamente solfuro mercurico, HgS, e presente in natura come minerale (cinabro); - Ruggine, chimicamente ossido ferrico idrato, Fe2O3·n H2O. |
| Giallo  | Pigmenti a base vegetale: - Reseda, estratto dalla pianta Reseda luteola; - Curcuma longa, estratto dalla pianta Curcuma longa; - Zafferano, raro a causa del costo elevato, derivato da Crocus sativus. Pigmenti a base minerale: - Ocra, tratto dal minerale limonite; - Orpimento, chimicamente trisolfuro di arsenico, As2S3. |
| Verde   | - Verdigris, chimicamente acetato rameico, Cu(OAc)2·(H2O)2, creato storicamente facendo bollire rame nell'aceto; - Malachite, minerale presente in natura, chimicamente carbonato rameico, Cu2CO3·(OH)2; - China green, pigmento a base vegetale tratto da (Rhamnus tinctoria, R. utilis). |
| Blu     | Pigmenti a base vegetale: - Guado, prodotto dalle foglie della pianta Isatis tinctoria; - Indaco, derivato dalla pianta Indigofera tinctoria; - Tornasole, noto anche come folium, preparato dalla pianta Chrozophora tinctoria. Pigmenti minerali: - Oltremare, ricavato dal minerale lapislazzulo o azzurrite; - Smalto, noto come cobalto. |
| Bianco  | - Biacca, chimicamente carbonato di piombo, 2PbCO3·Pb(OH)2, e storicamente realizzato corrodendo fogli di piombo con aceto, e ricoprendo il tutto con materiali di decomposizione, come feci, per procurare il necessario biossido di carbonio necessario per la reazione chimica; - Gesso, chimicamente solfato di calcio biidrato, CaSO4·2(H2O). |
| Nero    | - Carbonio, da fonti come nero di carbone, carbone vegetale, o bruciando ossa di avorio; - Seppia, dal nero prodotto dalla seppia, normalmente emesso per motivi di difesa; - Inchiostro ferrogallico, realizzato in epoca medievale bollendo chiodi di ferro nell'aceto; il risultato, acetato ferroso, veniva poi miscelato con un estratto di rovere. |
| Oro     | - Foglia oro: oro ridotto in fogli sottilissimi, o polvere d'oro, sciolta in gomma arabica o uovo; quest'ultimo è detto shell gold. |
| Argento | - Argento: foglia d'argento o polvere, come per l'oro; - Foglia di stagno, anche con oro. |

### Doratura

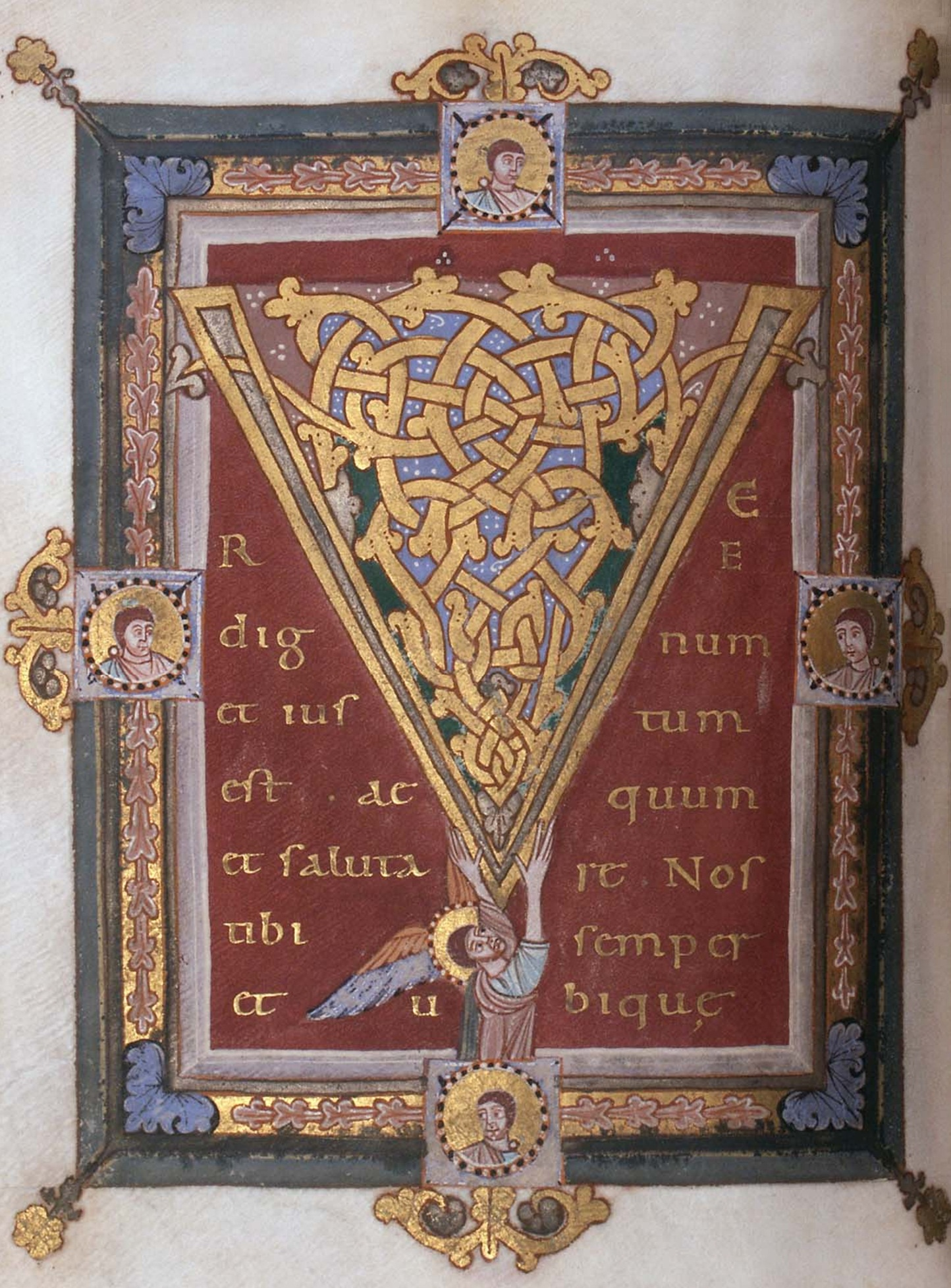
Il Tyniec Sacramentary dell'XI secolo realizzato in oro su fondo porpora.

Un manoscritto non è considerato miniato se una o più miniature non contengono foglia d'oro o è stato spennellato con scaglie d'oro. L'inclusione di oro su una miniatura allude a molti diversi significati correlati al testo. Se il testo è di natura religiosa, l'oro è un segno di esaltazione del significato. Nei primi secoli del cristianesimo, i manoscritti del Vangelo sono stati talvolta scritti interamente in oro. Oltre ad aggiungere decorazioni appariscenti al testo, gli scribi dell'epoca intendevano lodare Dio con l'uso dell'oro. Un esempio in «La vita di Cristo eseguita su fondo oro con la ricchezza più grande in mezzo a innumerevoli scene di caccia, tornei, giochi e soggetti grotteschi». Inoltre, l'oro veniva utilizzato nel caso di un mecenate che aveva commissionato un libro e voleva mostrare la vastità delle sue ricchezze. Alla fine, l'aggiunta di oro nei manoscritti divenne così frequente «che il suo valore come barometro dello stato del possessore del manoscritto perse consistenza». In questo periodo il prezzo dell'oro era diventato così a buon mercato che la sua inclusione in un manoscritto miniato rappresentava solo un decimo del costo di produzione. Aggiungendo ricchezza e profondità al manoscritto, l'uso dell'oro nelle miniature ha creato opere d'arte che hanno grande valore anche ai giorni nostri.
L'applicazione di foglia o polvere d'oro ad un manoscritto era un processo molto difficoltoso che solo i più abili illustratori potevano intraprendere e realizzare con successo. Il primo dettaglio che un illustratore doveva considerare era quando utilizzare foglia d'oro o pagliuzze d'oro che potevano essere applicate con un pennello. Quando si lavorava con la foglia d'oro i pezzi venivano martellati e resi «più sottili del più sottile foglio di carta». L'uso di questo tipo di foglia era adatto a numerose aree del testo che venivano delineate in oro. Si usarono diversi sistemi di applicazione di oro nelle illustrazioni: uno dei più popolari era quello di mescolare l'oro con la colla di cervo e poi «versarla in acqua e scioglierla con un dito». Una volta che l'oro era morbido e malleabile in acqua, era pronto per essere applicato sulla pagina. Gli illustratori dovevano essere molto attenti quando si applicava la foglia d'oro sul manoscritto, per evitare di rovinare il colore già inserito nell'illustrazione. Il foglio d'oro era in grado di «aderire a qualsiasi pigmento che era già stato inserito, rovinando il disegno, e in secondo luogo l'azione di brunitura era vigorosa e correva il rischio di creare sbavature in qualsiasi pittura già presente intorno ad esso». Il distratto inserimento di oro poteva rovinare il lavoro già fatto e quindi causare lo scarto dell'intero foglio.

## Mecenati e committenti
Molti scriptoria dei monasteri producevano manoscritti per le loro biblioteche e su commissione di personaggi facoltosi. In questi lavori, il mecenate richiedeva che l'illustratore inserisse nella pagina un ritratto del donatore. «In una scena del Nuovo Testamento, Cristo sarebbe stato mostrato più grande di un apostolo, che a sua volta era più grande di un semplice spettatore, mentre l'umile donatore del dipinto o l'artista stesso potevano apparire in una piccola figura posta in un angolo». L'inclusione di sé in un lavoro artistico risale al tempo di Giustiniano e di sua moglie, la basilissa Teodora, che sono rappresentati in maniera visibile nella Basilica di Santa Sofia ad Istanbul. Inoltre, questi potenti «sono stati rappresentati nelle loro vesti regali, spesso circondati da figure allegoriche prese in prestito dall'antichità».
Visualizzando il dettaglio incredibile e la ricchezza di un testo, l'aggiunta di illustrazioni non è mai stata un riempitivo. L'inclusione di illustrazioni aveva un duplice scopo, dava un valore aggiunto al lavoro, ma ciò che era più importante, forniva immagini esplicative per i membri analfabeti della società «rendendo la lettura più vivace e forse più credibile».

## Galleria d'immagini

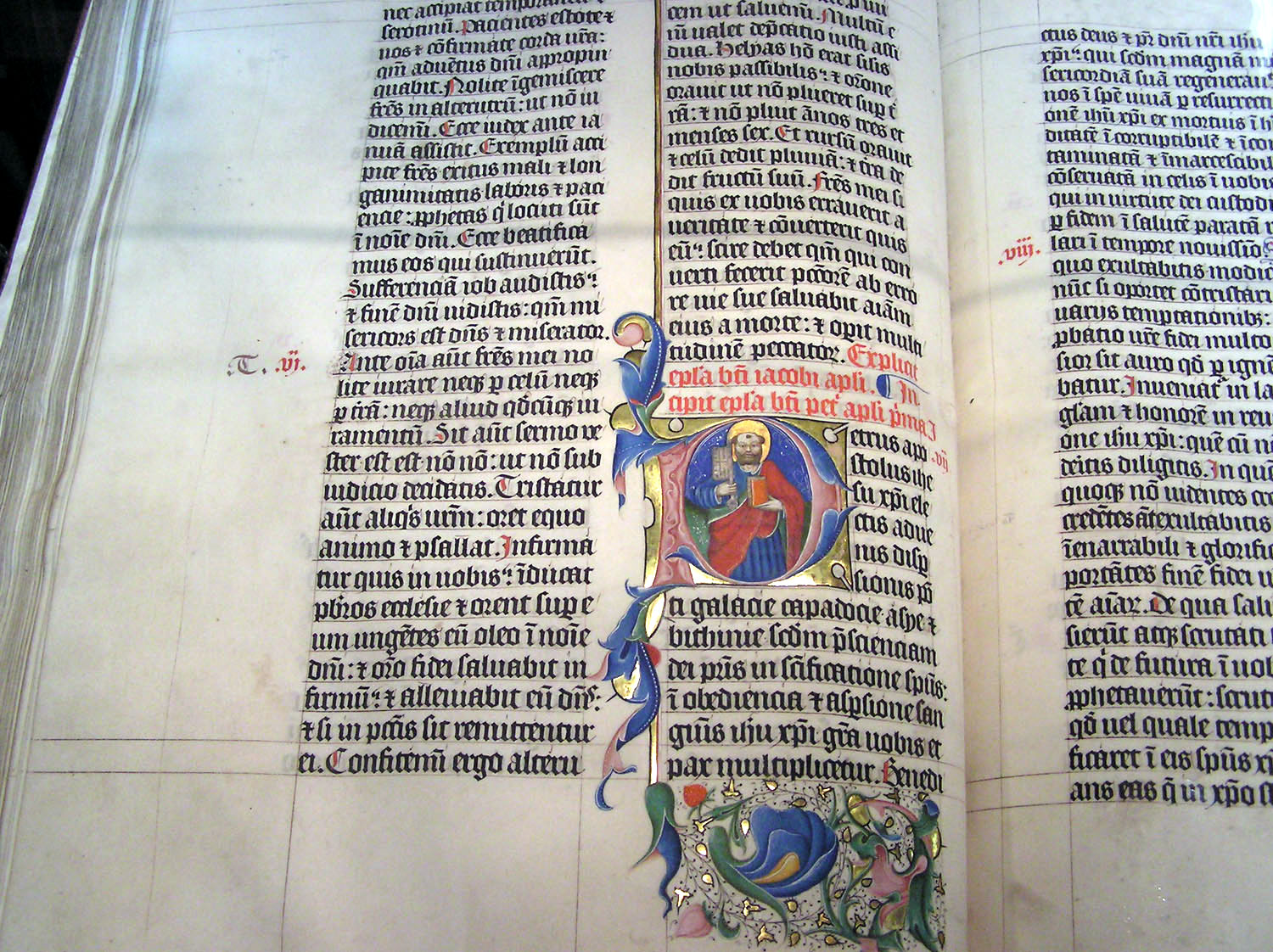
Un capolettera P in una Bibbia del 1407 (Malmesbury Abbey, Wiltshire, Inghilterra).
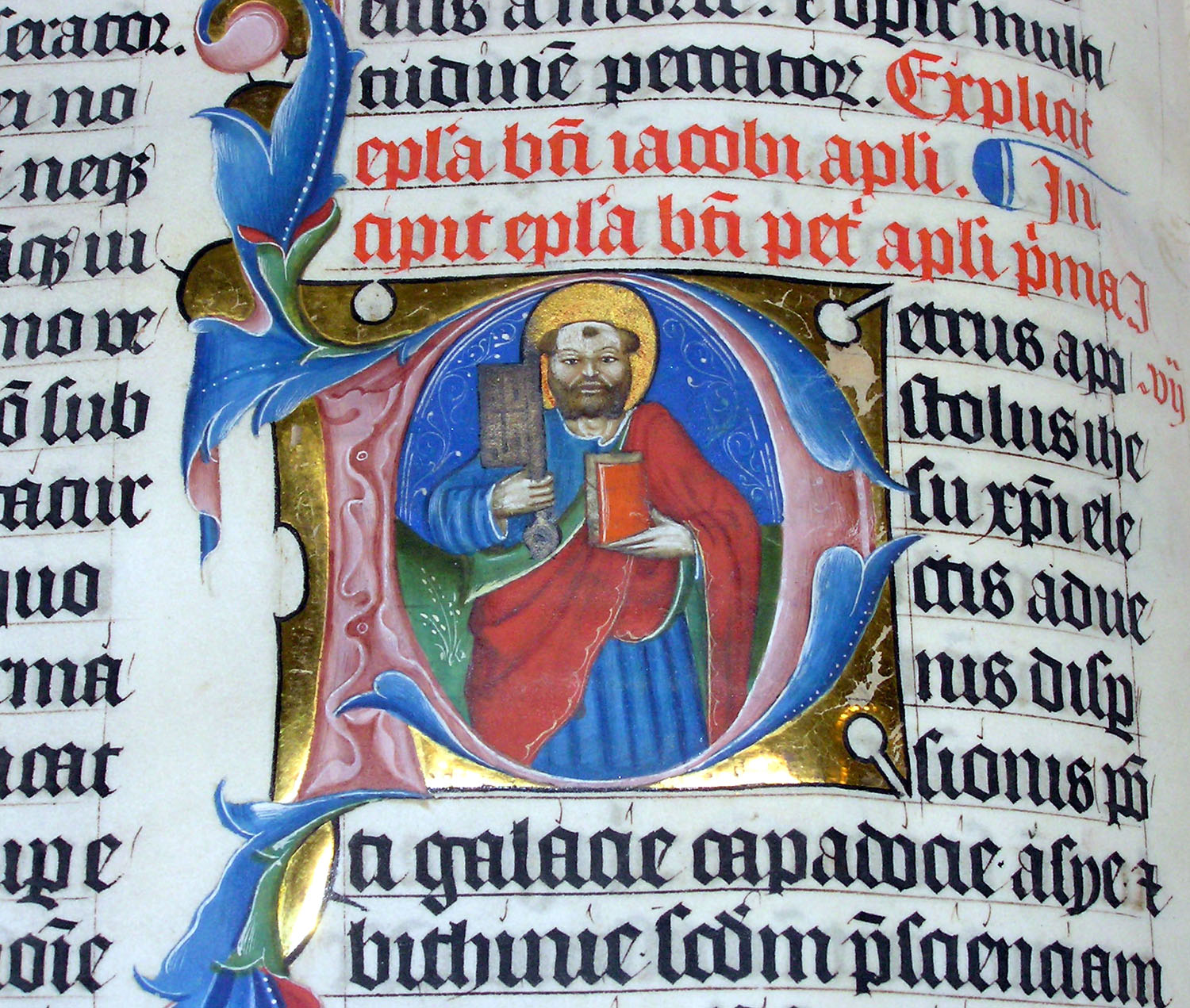
Capolettera P nella Malmesbury Bible. La scrittura è in blackletter, nota anche come scrittura gotica.
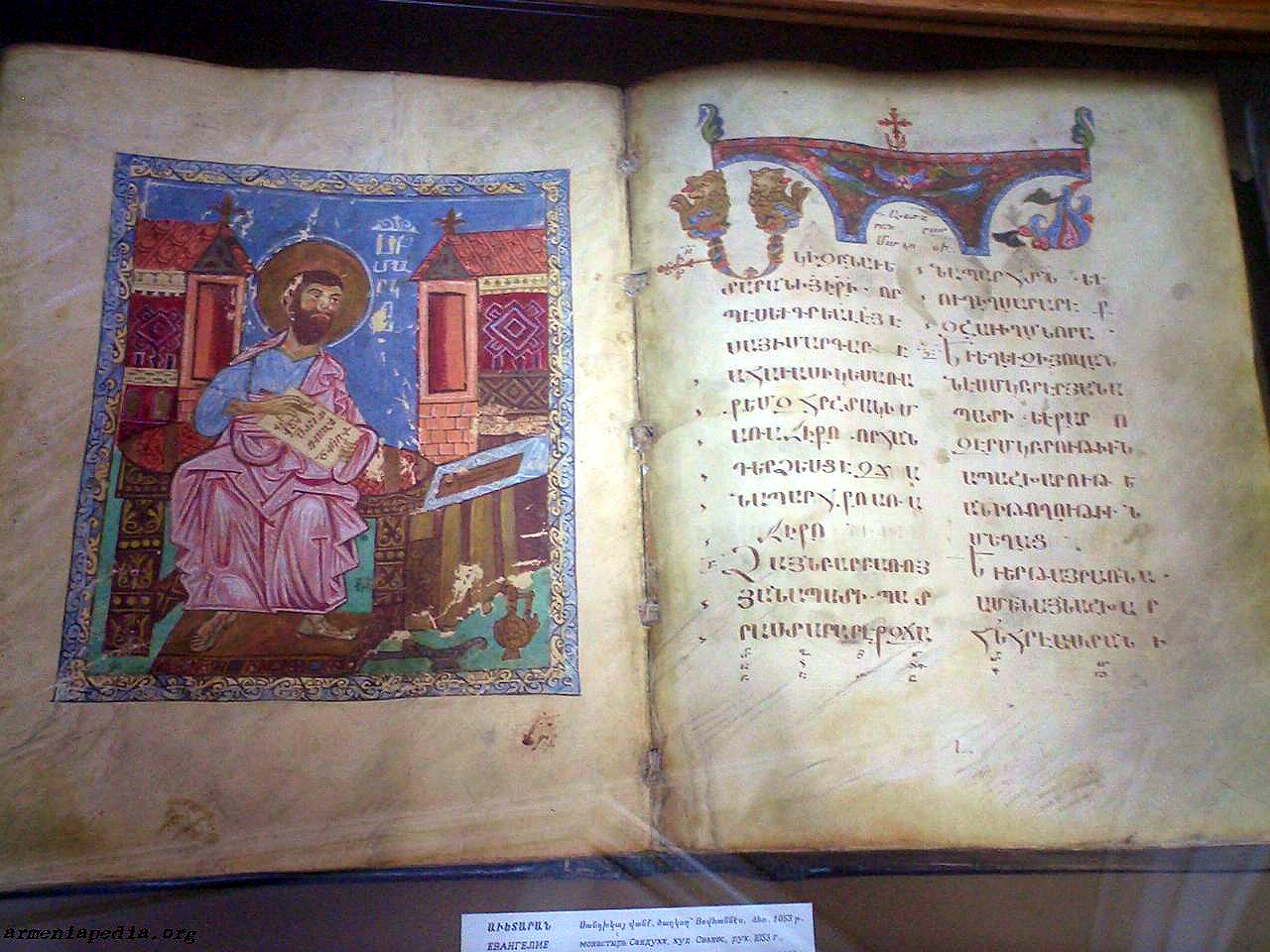
Manoscritto in lingua armena del 1053. Opera di Johannes.
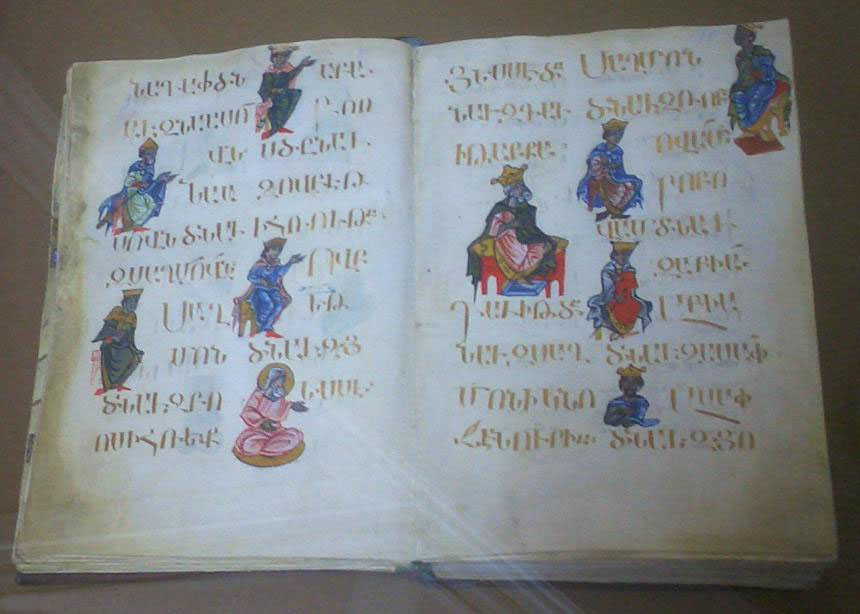
Manoscritto armeno del 1337, realizzato da Avag in Sultania/Tabriz.
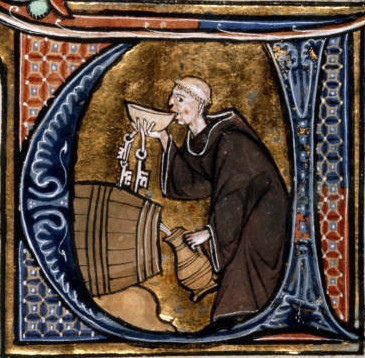
Un monaco cellario degusta del vino da una botte mentre riempie una brocca. Da Li Livres dou Santé di Aldobrandino da Siena (Francia, tardo XIII secolo).
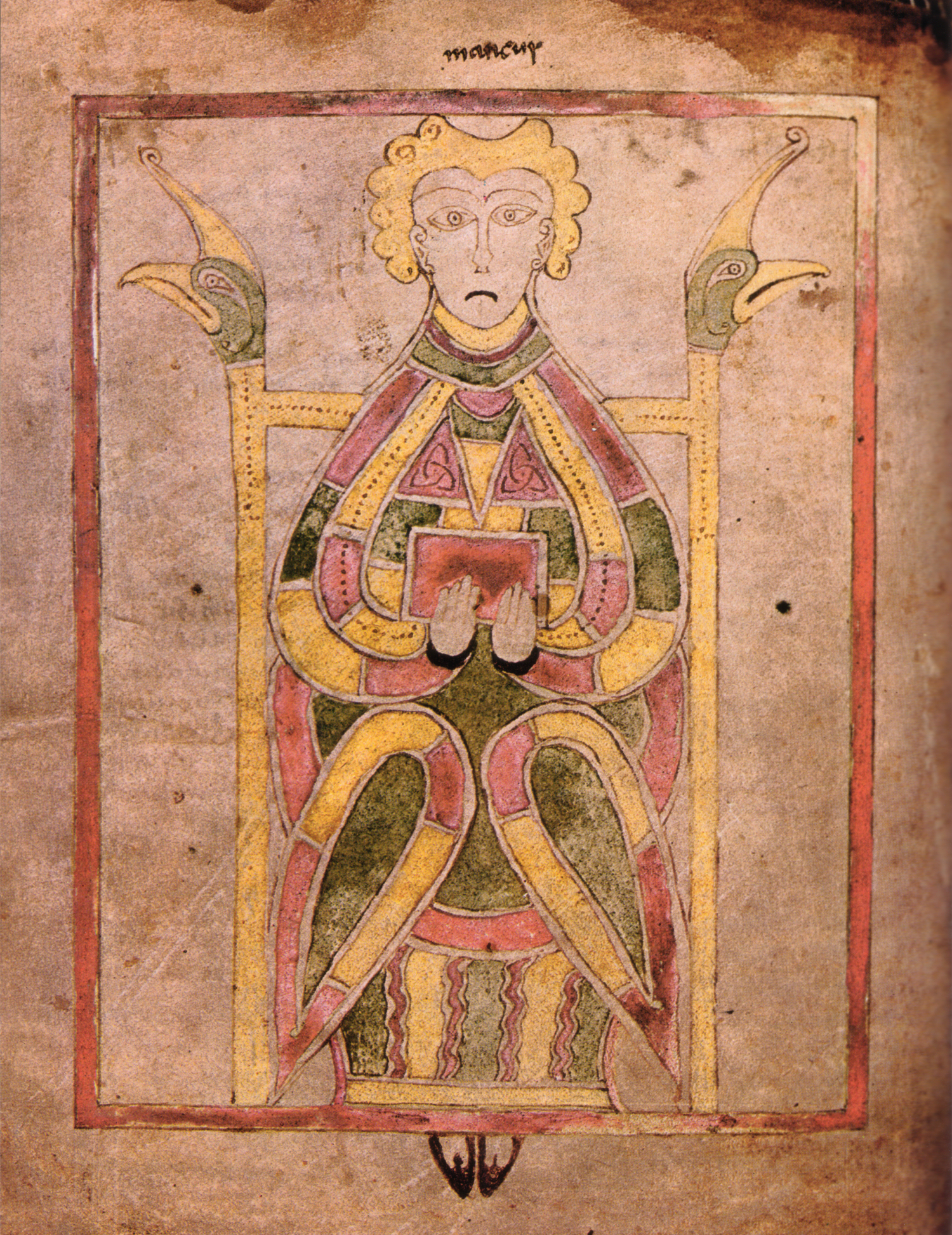
Il Libro di Dimma, evangeliario irlandese dell'VIII secolo.
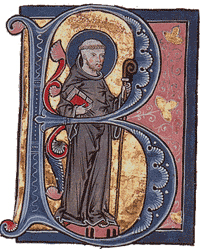
San Bernardo di Chiaravalle, in un manoscritto miniato medievale.
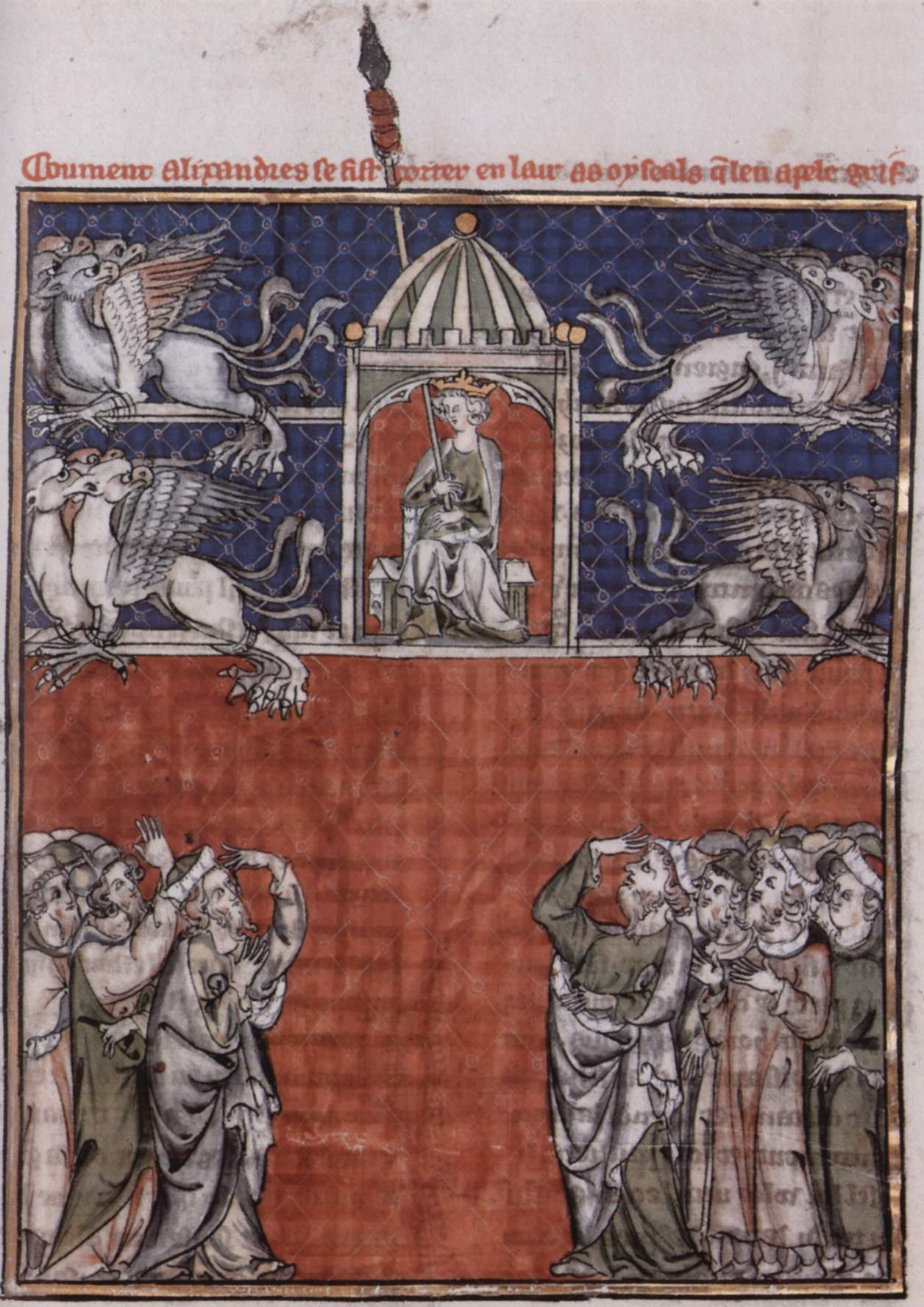
Il “Volo di Alessandro Magno” in una miniatura fiamminga del XIII secolo per l'Histoire du bon roi Alexandre.
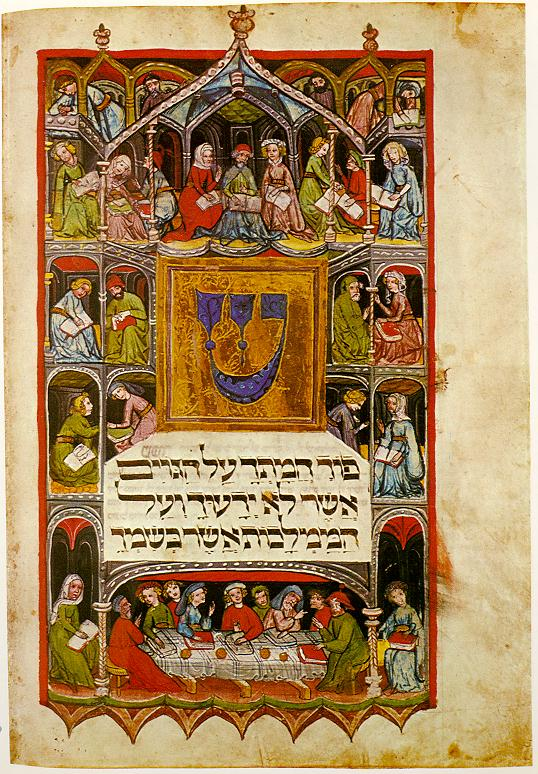
Manoscritto miniato ebraico (Haggadah, XIV secolo).
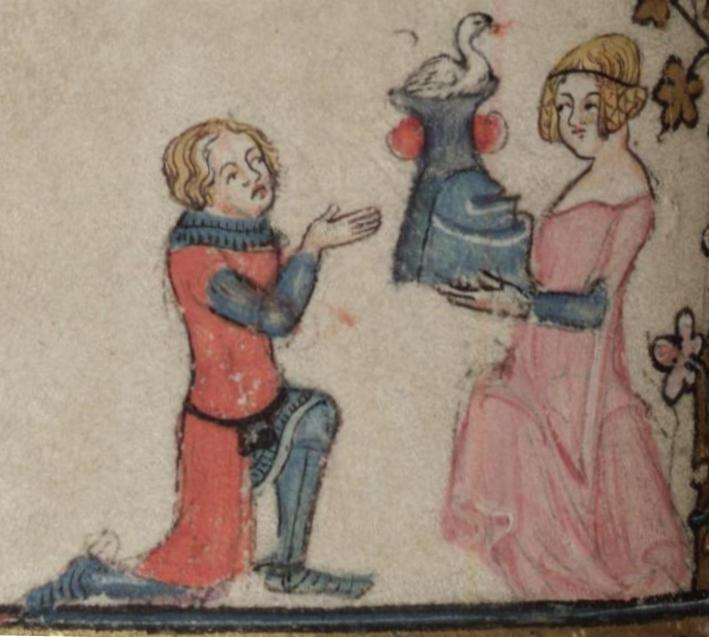
Un cavaliere medievale, in ginocchio davanti a una dama, ne riceve un elmo crestato da un cigno (miniatura fiamminga dal fol. 101v del Manoscritto Bodley 264).
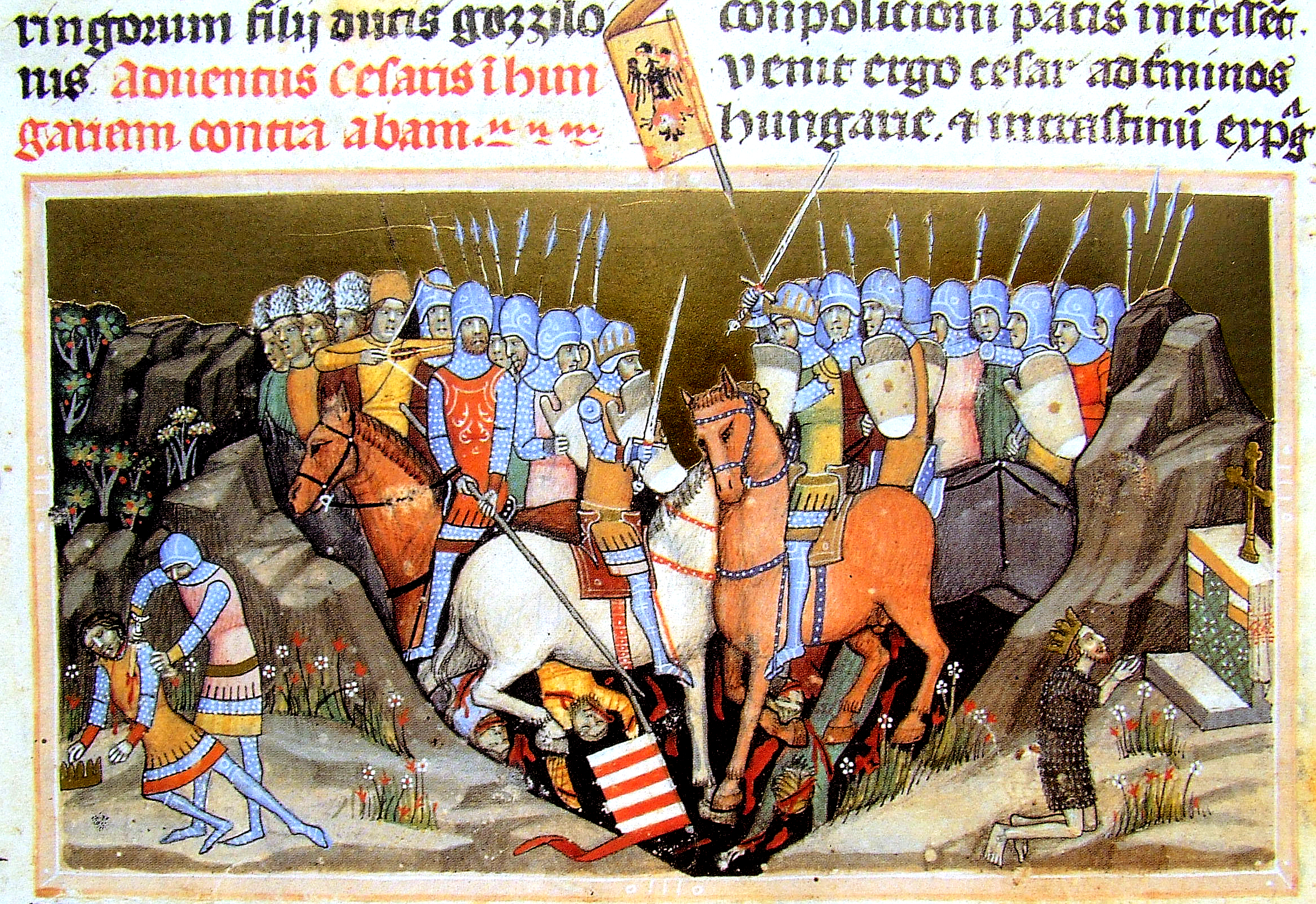
La battaglia di Ménfő rappresentata nel Chronicon Pictum, cronaca ungherese del 1360.
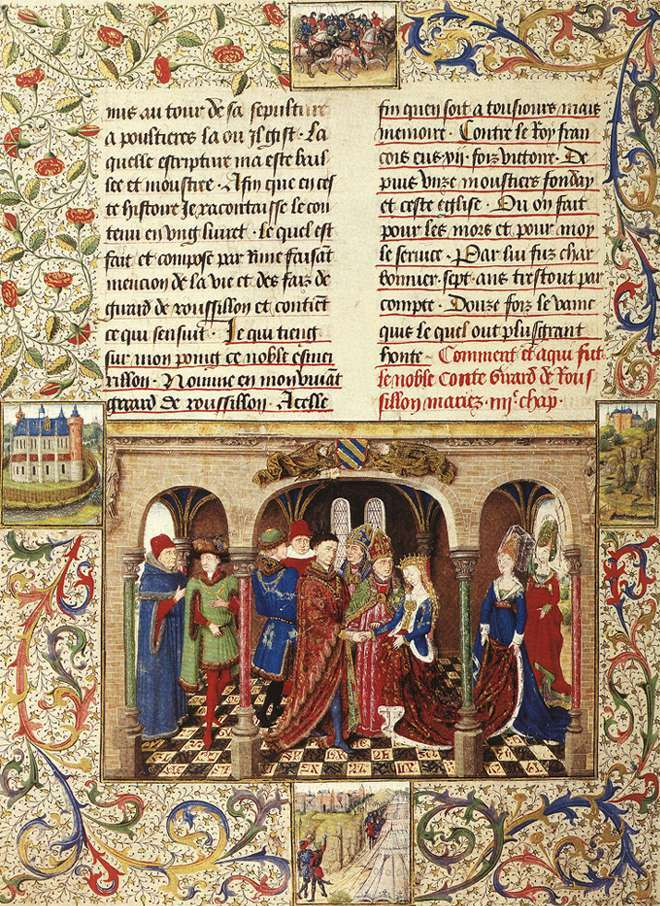
Matrimonio di Girart e Berthadal Roman de Girart de Roussillon, ca. 1450.
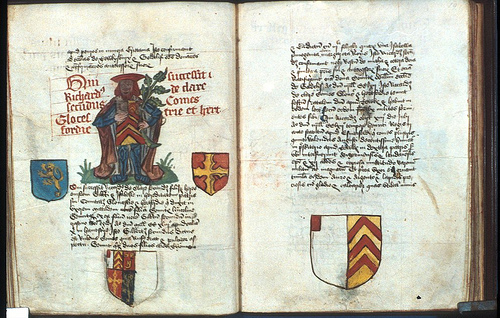
Libro dei fondatori e benefattori della Tewkesbury Abbey, inizi del XVI secolo.
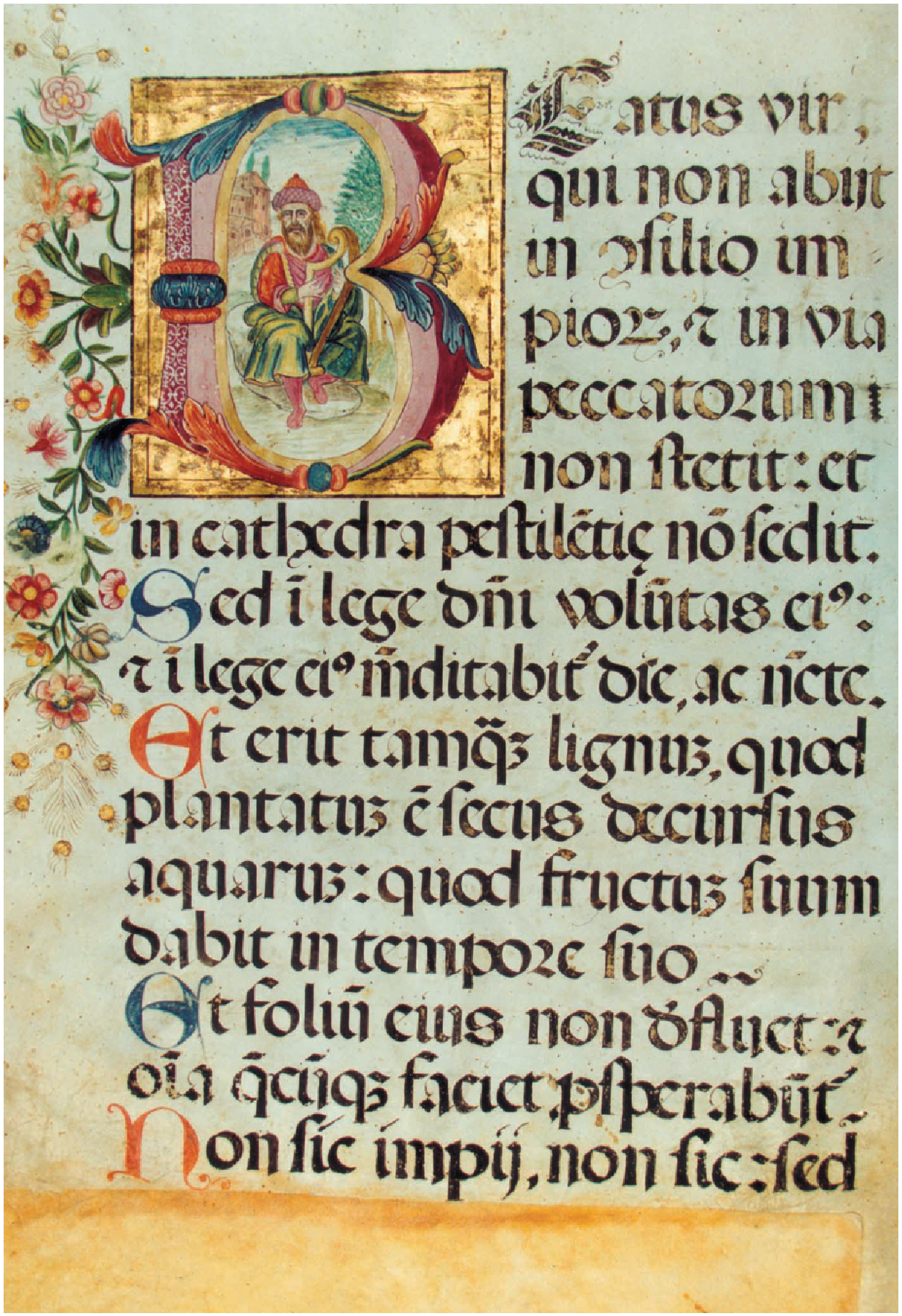
Esempio di salterio diurno manoscritto miniato del sec. XVII già presente nella Biblioteca Scarabelli di Caltanissetta, rubato nel 2010[20] proveniente dal Convento dei Cappuccini in contrada Pigna a Caltanissetta.